# Olesicampe canaliculata
Olesicampe canaliculata là một loài tò vò trong họ Ichneumonidae.